# Glenshaw (Pennsylvanie)
 (septembre 2024).
Si vous disposez d'ouvrages ou d'articles de référence ou si vous connaissez des sites web de qualité traitant du thème abordé ici, merci de compléter l'article en donnant les références utiles à sa vérifiabilité et en les liant à la section « Notes et références ».
Glenshaw est une census-designated place du comté d'Allegheny, en Pennsylvanie, aux États-Unis.

## Géographie
Glenshaw se trouve au nord-est des États-Unis, dans l'ouest de l'État de Pennsylvanie, au sein du comté d'Allegheny, dont le siège de comté est Pittsburgh. Ses coordonnées géographiques sont 40° 32′ 21″ N, 79° 58′ 25″ O.

## Démographie
Au recensement de 2020, sa population était de 8 945 habitants. Sur une superficie de 8,03 km². La densité y est de 1113,9 hab./km².